# Nikita Chochlow
Nikita Sergejewitsch Chochlow (russisch Никита Сергеевич Хохлов; * 27. Oktober 1983 in Krasnodar) ist ein kasachischer ehemaliger Fußballspieler. Er spielte im Mittelfeld.

## Karriere
Nikita Chochlow begann seine Karriere in der B-Mannschaft von PFK ZSKA Moskau. 2003 wechselte er zu Zhenis Astana. Dort spielte er drei Jahre lang, mit dem Verein wurde er 2005 kasachischer Pokalsieger und 2006 Meister. 2007 wurde er an Rahat Astana verliehen, aber kam dort nie zum Einsatz. Im Jahre 2008 wechselte Chochlow zu FK Aqtöbe, wo er gleich in seinem ersten Jahr Meister wurde. 2013 verpflichtete ihn der Absteiger Oqschetpes Kökschetau für die Erste Liga.

## Nationalmannschaft
Für die Nationalelf lief Nikita Chochlow 17-mal auf. Für die WM-2010-Qualifikation spielte Nikita noch nie.

## Erfolge
- Kasachischer Meister mit FK Astana (2006) und FK Aqtöbe (2008, 2009)
- Kasachischer Pokalsieger mit FK Astana (2005) und FK Aqtöbe (2008)